# Тулевік
«Тулевик» (Вільянді) (ест. Jalgpalliklubi Viljandi Tulevik) — естонський футбольний клуб з міста Вільянді, заснований в 1912 році. Домашні матчі команда проводить на стадіоні «Вільянді».

## Історія
Клуб заснований 23 вересня 1912 року. і тривалий час виступав у нижчих лігах Естонії. Після встановлення радянського режиму у 1940 році у місті на базі колишнього клубу було створено кілька команд, зокрема «Динамо» і «Спортак», що виступали на регіональному рівні.
«Тулевік» був відновлений 1992 року після створення незалежної Естонії й зіграв у першому розіграші вищого дивізіону країни у 1992 році. За підсумками наступного сезону 1992/93 клуб зайняв останнє 12 місце і вилетів у другий дивізіон, де грав до 1997 року. Після цього «Тулевік» став частиною футбольної системи талліннської «Флори», завдяки чому покращив свої результати. Клуб двічі грав у фіналі Кубка Естонії в 1999 і 2000 роках, і двічі поступався талліннській «Левадії» — (2:3) і (0:2). Найвище досягнення в чемпіонаті Естонії — срібло в 1999 році.
Сезон 2006 року вийшов невдалим для «Тулевіка», команді довелося відстоювати своє право грати в Мейстрлізі в матчах плей-оф на пониження в класі. За підсумками двоматчевого протистояння з клубом «Калев», «Вільянді» вилетів в Есілігу. Однак, завдяки тому, що клуби «Мааг» і «Таммека» об'єдналися в один, команда зберегла прописку в вищому дивізіоні.
На початку 2011 року «Тулевік» знову став незалежним клубом і набравши гравців з молодіжної команди став виступати у третьому за рівнем дивізіоні країни. Місце «Тулевіка» у вищому дивізіоні зайняв новостворений клуб «Вільянді», де залишились більшість гравців, які раніше виступали на «Тулевік». Ця команда провела два сезони у найвищому дивізіоні та в кінці сезону 2012 року після того, як «Тулевік» вийшов до другого дивізіону, була розпущена.
У 2015 році «Тулевік» повернувся в елітний дивізіон Естонії, перемігши у листопаді 2014 року в перехідних іграх «Локомотив» з Йихві. Обидві гри закінчилися в нічию — домашня 0:0, а в гостях 1:1. Завдяки забитому голу на чужому полі, команда отримала право виступати у вищій лізі. За підсумками сезону клуб зайняв останнє місце, набравши 22 очки. У 2016 році команда достроково стала чемпіоном першої ліги Естонії і в наступному сезоні знову повернулася до вищої ліги.

## Виступ клубу в єврокубках
- QR = кваліфікаційний раунд
- R1 = 1-ий раунд

| Сезон   | Турнір          | Раунд | Клуб         | Вдома | На виїзді |
| ------- | --------------- | ----- | ------------ | ----- | --------- |
| 1998    | Кубок Інтертото | R1    | Санкт-Галлен | 1-6   | 2-3       |
| 1999/00 | Кубок УЄФА      | QR    | Брюгге       | 0-3   | 0-2       |
| 2000/01 | Кубок УЄФА      | QR    | Напредак     | 1-1   | 1-5       |

## Досягнення
- Срібний призер чемпіонату Естонії (1): 1999
- Бронзовий призер чемпіонату Естонії (1): 1997/98
- Фіналіст Кубка Естонії (2): 1998/99, 1999/00
- Приз Fair Play (1): 2000

## Офіційний сайт
- Офіційний сайт [Архівовано 1 серпня 2009 у Wayback Machine.] (ест.)